# Znaimer Dominikanerkloster

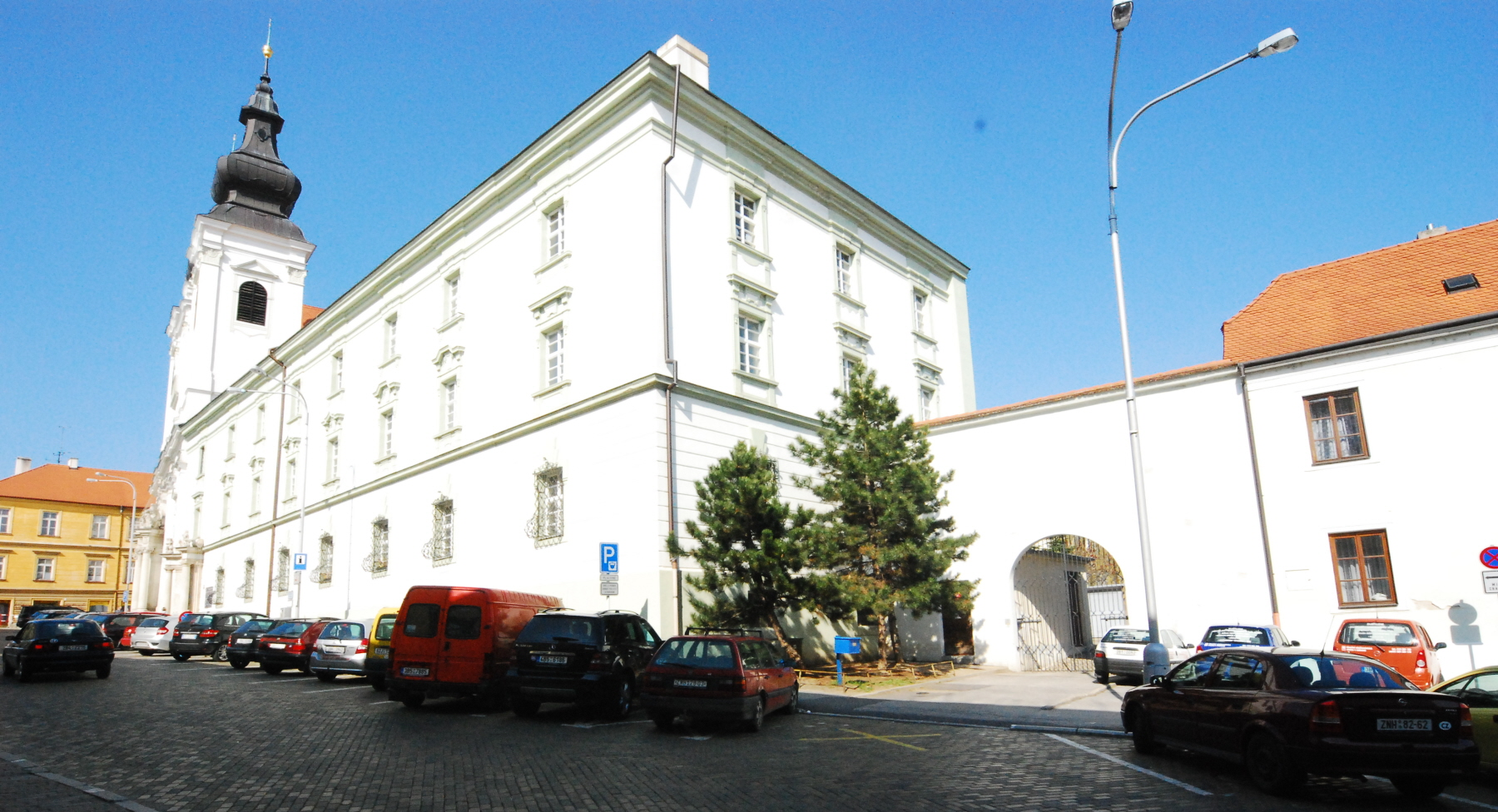
Znaimer Dominikanerkloster

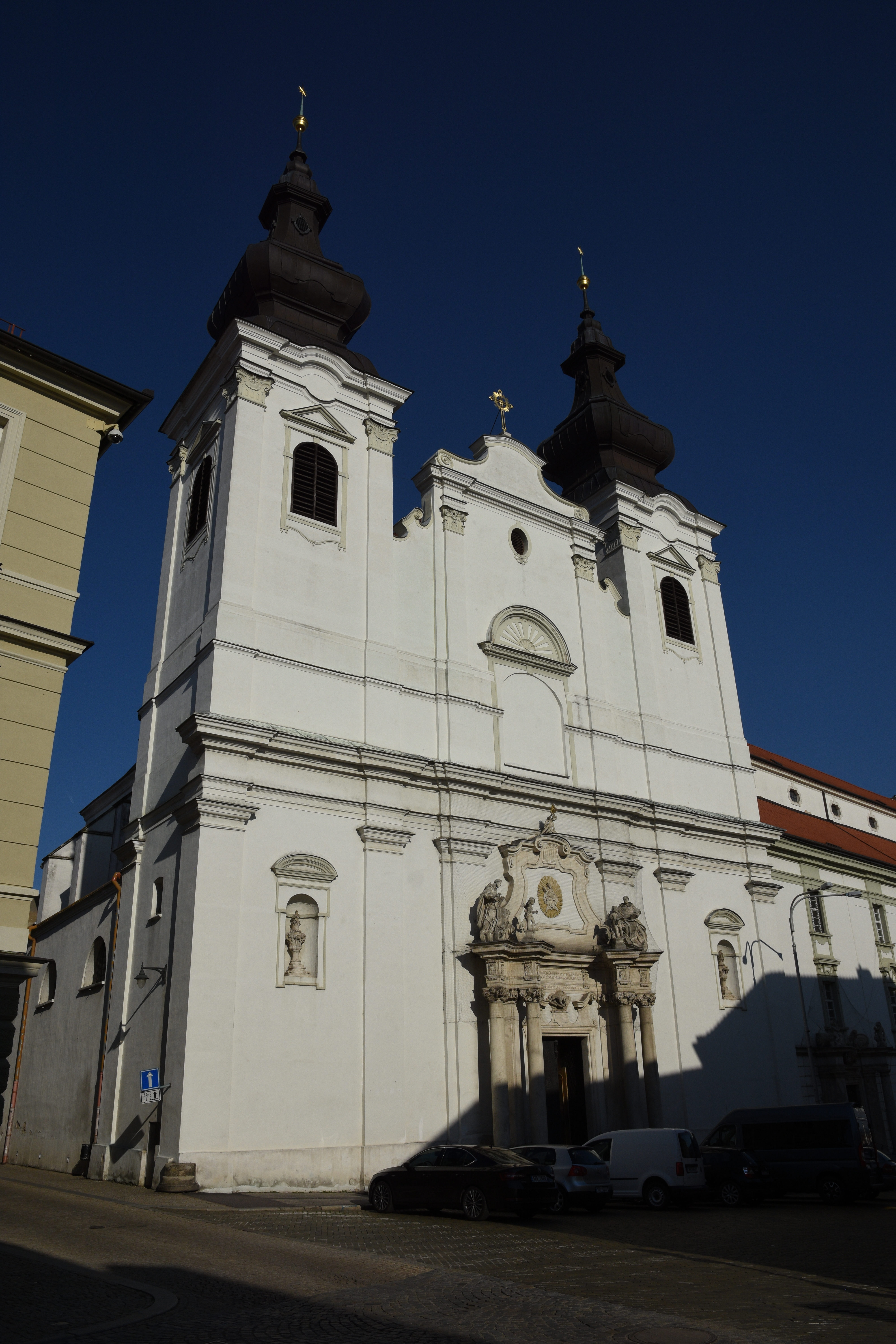
Klosterkirche

Das Znaimer Dominikanerkloster, tschechisch Kostel Nalezení svatého Kříže (Kreuzauffindungskirche), ist ein Kloster in Znojmo (Znaim) in Tschechien.

## Geschichte
Das Znaimer Dominikanerkloster soll laut einer Sage kurz vor 1222 von König Ottokar I. Přemysl auf Anraten des Heiligen Hyazinth von Polen gestiftet worden sein. Dem widerspricht allerdings der Umstand, dass der älteste mährische Konvent der Dominikaner in Olmütz frühestens 1230 gegründet worden war. Die erste bekannte urkundliche Erwähnung des Znaimer Klosters stammt aus dem Jahr 1243.
Die Fertigstellung des Bauwerks im Osten des Stadtzentrums erfolgte allerdings erst 1250. Das neue Kloster wurde von Beginn an gut dotiert. Der bald errungene hohe Bekanntheitsgrad machte die Klosterkirche zum beliebten Ziel für Wallfahrten, wodurch sich der Wohlstand des Klosters weiter vermehrte.
Im Jahr 1400 vernichtete ein Brand das Kloster samt dem Archiv mit allen Besitzurkunden, weshalb auch die frühe Geschichte des Klosters unklar ist. Von diesem Schlag erholten sich die Znaimer Dominikaner aber rasch. Ein im städtischen Brauhaus ausgebrochenes Feuer zerstörte das Kloster neuerlich. Die beginnende Reformation bereitete dem Orden zusätzliche Probleme, so dass es in Znaim schließlich nur noch drei Ordenspriester gab.
1619 wurden die im Wiederaufbau befindliche Kirche von den Protestanten in ein Gefängnis für rund 300 Gefangene umgewandelt und die Ordensmänner aus ihrem Kloster vertrieben. Erst nach der Schlacht am Weißen Berg am 8. November 1620 wurde ihre Rückkehr in das übel zugerichtete Kloster möglich.
Durch die am 22. Mai 1645 erfolgte Besetzung der Stadt Znaim durch die Schweden konnte der aus dem Jahr 1636 stammende Plan für einen weitläufigen Klosterneubau nicht verwirklicht werden. In der Folge geriet der Dominikanerorden in Znaim in wirtschaftliche Schwierigkeiten, so dass Kaiser Ferdinand III. finanziell aushelfen musste.
Zwischen 1655 und 1666 konnte die Kirche wieder aufgebaut werden. Ihre Einweihung erfolgte erst 1677 durch den Olmützer Weihbischof Johann Joseph von Breuner. Das Kloster selbst wurde einer Inschrift zufolge 1728 fertiggestellt. Wegen Geldmangels musste allerdings nach der Fertigstellung des Westflügels nach Plänen des Architekten Franz Ritter de Roetiers der weitere geplante barocke Umbau eingestellt werden.
Schäden erlitt das Kloster durch die Preußen 1742 und 1866 sowie während der Napoleonischen Kriege 1809. Während des Ersten Weltkriegs wurde hier ein Spital untergebracht.
Nach dem Februarumsturz erfolgte 1948 die Enteignung des Klostergutes Tvořihráz. 1950 wurde das Dominikanerkloster von der kommunistischen Regierung aufgehoben und anschließend militärisch genutzt. Nach der Samtenen Revolution wurde es wieder seinem ursprünglichen Zweck zugeführt.

## Bibliothek
Erste Hinweise auf den Bestand einer Bibliothek im Kloster stammen aus dem Jahr 1550, doch schon fünf Jahre später brannte dieses ab. Dadurch und durch die Klosterbesetzung durch die Protestanten wurden die Bestände der Bibliothek in unbekanntem Ausmaß zerstört, so dass die hier durch Schenkungen, Hinterlassenschaften und Ankäufe gesammelten Werke jüngeren Ursprungs sind.
Die Dominikaner nutzten aber auch die Zeit der unter Joseph II. erfolgten Aufhebungen von Klöstern, um ihre Bibliothek zu erweitern. So wurden Bücher aus den Beständen der Znaimer Klöster der Jesuiten und Franziskaner und dem Stift Klosterbruck erworben.
Um 1900 erfolgte eine Umgestaltung der Bibliothek und zusätzlich hielt moderne Literatur ihren Einzug.
Nach der Schließung des Dominikanerklosters 1950 kam die Bibliothek mit rund 13.000 Bänden unter die Verwaltung der Brünner Universitätsbibliothek. Ungefähr 6000 historisch wertvolle Bände wurden eilig aussortiert und in ein Depot in der Nähe von Brünn verlegt. Der Verbleib der restlichen Bücher ist nicht bekannt.